# Die Verrohung des Franz Blum
Die Verrohung des Franz Blum ist ein Gefängnisdrama aus dem Jahre 1974 mit Jürgen Prochnow in der Titelrolle. Der Film basiert auf dem gleichnamigen Roman von Burkhard Driest, der auch das Drehbuch schrieb und seine erste Filmrolle spielte. Regie führte Reinhard Hauff.

## Handlung
Franz Blum beginnt nach dem Abitur eine erfolgversprechende Karriere als Versicherungsangestellter. Doch dann beteiligt er sich an einem Banküberfall, wird gefasst und zu fünf Jahren Freiheitsstrafe verurteilt.
Blum kommt aus einem sozial bessergestellten Milieu als die große Mehrheit seiner Mitgefangenen. Deshalb leidet er anfangs enorm unter den ungewohnten Bedingungen des Gefängnisalltags. Er muss sich erst in die anstaltsinternen Spielregeln einfinden. Die Gefangenenhierarchie dominiert der von allen gefürchtete Schwerverbrecher Walter Kuul. Am unteren Ende der Hackordnung rangiert der herzkranke Ex-Student Bielich, der vom Gefängnisarzt als Simulant angesehen wird. Vergeblich hatte Bielich in der Vergangenheit versucht, die Gefangenen zu agitieren. Einzelhaft und die gesteigerte Abneigung seiner „Leidensgenossen“ handelte sich der intellektuelle Außenseiter damit ein. Bei einem Hofgang erleidet Bielich einen Schwächeanfall und wird dabei von Kuul mit Schlägen und Fußtritten misshandelt. Stumpf oder schadenfroh nehmen die Mithäftlinge den Vorfall kaum wahr, bis auf Blum, der bei der Gefängnisverwaltung gegen den Schläger aussagt. Dieses ungewöhnliche Vorkommnis sowie ein gescheiterter Versuch Bielichs, mithilfe einer Pistolenattrappe eine ärztliche Untersuchung zu erzwingen, tragen zu einer angespannten Situation im Gefängnis bei. Zellenverlegungen stehen an. Auch der Langzeitinsasse Kuul soll von einem Mitgefangenen, mit dem ihn eine homosexuelle Beziehung verbindet, getrennt werden. Nachdem er vom rachsüchtigen Kuul brutal zusammengeschlagen wurde, ist Blum am Tiefpunkt angelangt und begeht einen Selbstmordversuch.
Als ein Häftlingskommando zum Torfstechen in ein Arbeitslager geschickt wird, ist Kuul zunächst nicht dabei. Der intelligente Blum lernt nun schnell dazu. Im Moor nutzt er die Abwesenheit des Leithammels, um seine eigene Position zu verbessern. Unter anderem spielt er Mitgefangene mit Sonderrationen gegeneinander aus, die er den Aufsichtsbeamten abgepresst hat. Schließlich bleibt er in einer Schlägerei mit Kuul Sieger; allerdings hatte er dem körperlich überlegenen Hünen zuvor heimlich Schlaftropfen in den Nachtisch gemischt. So steigt Blum zur Führungsperson innerhalb der Häftlinge auf. Er erwirbt sich den Respekt des Justizpersonals. Die Leiter decken Blum, denn schließlich „sorgt er für Ruhe“.
Auch mit Hilfe von Tricks wird Blum zum Vorsitzenden des neu gegründeten Gefangenensportvereins gewählt. Er und seine Clique wollen aus dieser Position heraus vor allem den gefängnisinternen Handel mit Tabak, Kaffee und Schnaps beherrschen.
Ein Mithäftling fabriziert auf Blums Anordnung einen angeblich von Kuul stammenden Kassiber, worin Anstaltsbedienstete beschimpft und Fluchtpläne angedeutet werden. Dem Anstaltsleiter wird die Fälschung übergeben. Blums Erzfeind und Geschäftskonkurrent Kuul ist damit kaltgestellt und kommt in die Arrestzelle.
Blum versucht, den skeptischen Einzelgänger Bielich endgültig auf seine Seite zu ziehen, und bietet ihm ein dringend benötigtes Herzmedikament an. Bielich weist die Hilfe zurück, denn Blums rücksichtsloses Gewinnstreben lehnt er ab. Er droht sogar, Behörden und Öffentlichkeit einzuschalten und die Geschäfte innerhalb der Anstalt auffliegen zu lassen. Blum gerät noch einmal unter Druck, räumt aber Bielich die Möglichkeit ein, während der Sportstunde vor den versammelten Mitgefangenen zu sprechen. Der Außenseiter eckt erneut an, stößt auf völliges Unverständnis und wird niedergeschrien. Verärgert startet man zu einem Dauerlauf, in dem Bielich, gleichsam zu Tode gehetzt, an Herzversagen stirbt. Danach wird Blum wegen guter Führung vorzeitig entlassen und kann als vermeintlich Resozialisierter in die bürgerliche Welt zurückkehren.

## Hintergrund
Die Handlung orientiert sich an Driests eigenem Gefängnisaufenthalt von 1965 bis 1968. Kurz vor seinem juristischen Staatsexamen hatte er einen Banküberfall auf die Stadtsparkasse in Burgdorf verübt. Die Dreharbeiten fanden von Mitte September bis Mitte Oktober 1973 in Fuhlsbüttel und dem Lührsbockeler Moor bei Soltau in Niedersachsen statt. Der Film hatte seine Premiere am 26. März 1974 in der ARD und kam am 9. August 1974 in die bundesdeutschen Kinos.

## Kritiken
„Eine parabelhaft angelegte Geschichte einer erzwungenen sozialen Anpassung: Franz Blum erlebt die Welt hinter Gittern als Modell einer auf gegenseitiger Unterdrückung und Ausbeutung basierenden Gesellschaft. Autor und Darsteller Burkhard Driest verarbeitet eigene Erfahrungen und gibt dem Film eine Aura der Unmittelbarkeit und Authentizität, die über gelegentliche Überzeichnungen hinwegsehen läßt. Hervorragend gespielt und dicht inszeniert.“

„Gefängnisfilme hat es schon viele gegeben. Die meisten waren redlich, wohl auch engagiert gemacht, aber sie trugen nicht weit, weil sie sich in der naturalistischen Beschreibung des Gefängnisalltags oder dem Psychogramm von Gefangenen verloren. Reinhard Hauffs Film Die Verrohung des Franz Blum ist da ein entschiedener Fortschritt. Nichts ist das mehr von schlechter Sozialromantik, nichts von folgenloser Einführung in die Vereinzelung des Gefangenen, nichts auch von Elendmalerei, die niemandem nützt, wenn zu der Anschauung nicht auch der Begriff kommt.“

„Steril, überdeutlich in seiner Argumentation, ohne Mut zu Phantasie und physischer Attraktion. Es wird dauernd geredet von der Mühsal des Knastdaseins, aber Hauff versteht es nicht, sie sinnlich zu vermitteln.“

„So schön sind im deutschen Fernsehen die Fressen noch nicht poliert worden. So photogen schwitzen Häftlinge nur vor der Kamera von Profis. Noch der geschmuggelte Tabak verqualmt hier ästhetisch im Gegenlicht. Farbenflut bei brennendem Schuppen, Glanzlichter auf der Glatze des Vollzugsbeamten – soviel Perfektion macht Driests Debüt zum virtuosen Thriller, aber als Klageschrift oder auch nur als Bestandsaufnahme eines Insiders kaputt. […] Der Pranger, an den Driest die Verhältnisse stellt, strahlt in full color: zu schön, um wahr zu wirken.“

„Eine[r] der besten deutschen Genrefilme der siebziger Jahre.“

## Sonstiges
In dem Film ist auf einem Fernsehgerät eine Szene aus dem Film Aguirre, der Zorn Gottes von 1972 (Regie: Werner Herzog) zu sehen.

## Auszeichnungen
- 1974: Preis der Kritikervereinigung UNICRIT beim Internationalen Film Festival in Neu-Delhi